# Amrock
Das Amrock-Huhn ist eine ursprünglich aus den USA stammende Hühnerrasse, die in Deutschland als Wirtschaftshuhnrasse weitergezüchtet wurde. Die amerikanische Ursprungsrasse ist Plymouth Rock, wegen der ursprünglich gestreiften Farbvariante auch Barred Rock genannt. Amrock ist in den USA und Europa verbreitet und liefert über mehrere Jahre eine hervorragende Eierleistung.

## Nutzeigenschaften
Die Rasse Amrock ist ein schweres Huhn mit einer guten Eierleistung von ca. 200 Eiern pro Jahr und einem Schlachtkörper von 2,5 bis 4 kg. Die Rasse ist schnellwüchsig und Küken werden rasch geschlechtsreif. Die Fleischqualität ist gut. Die Rasse gilt als robust und stellt keine besonderen Haltungsanforderungen. Die Tiere neigen mit zunehmendem Alter jedoch zur Verfettung, was bei der Fütterung bedacht werden sollte. Auf zu viel Futter reagieren die Amrocks mit schlechter Legeleistung.

## Verhalten
Der Bruttrieb der Glucken ist nahezu vollständig weggezüchtet. Die Brut durch eine Glucke dieser Rasse ist dementsprechend schwierig bis unmöglich. Die Amrocks haben einen ruhigen Charakter ohne apathisch zu wirken und fliegen nicht gerne. Die Tiere werden, die nötige Geduld vorausgesetzt, leicht handzahm.

## Aussehen
Der Körper ist glockenförmig und der Kamm ist einfach. Sie existiert nur in der gestreiften Farbvariante. Als Besonderheit unterscheiden sich die Geschlechter schon als Eintagsküken. Hähne haben hier einen weißen Kopfflecken, welcher bei den Hennen auch vorhanden ist, aber eher gestreut wirkt.

## Zwergform

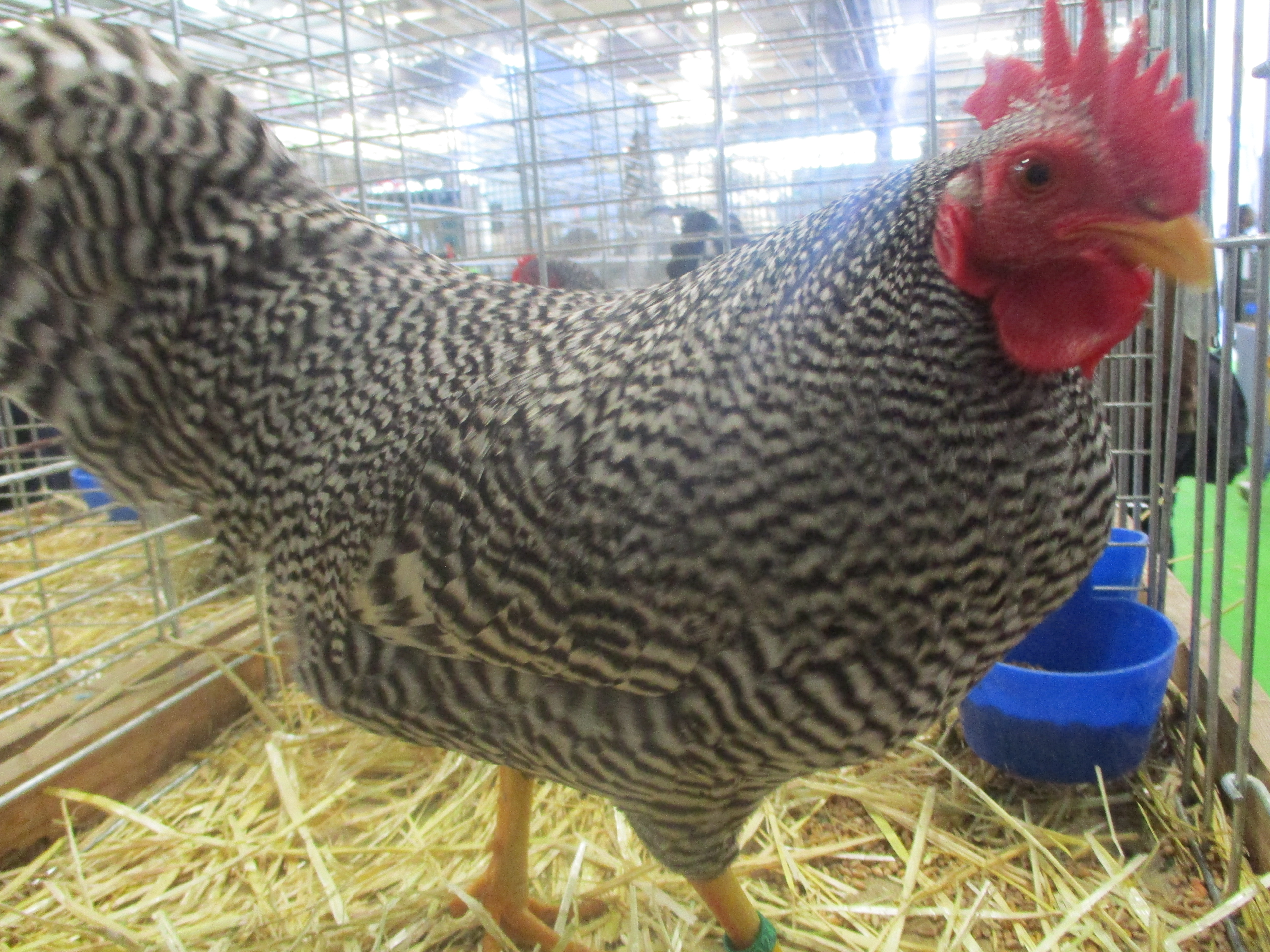
Amrock

Von dieser Rasse existiert eine sehr gut verbreitete Zwergform. Der Zwerg-Amrock-Hahn wiegt bis 1,2 kg und die Henne bis 1,0 kg. Die bräunlichgelben Eier wiegen 40 Gramm und die Legeleistung liegt bei 140 Eiern im Jahr.